# 타이 스마일 항공
타이 스마일 항공(영어: Thai Smile, 태국어: การบินไทยสมายล์)은 태국의 저비용 항공사로 타이 항공의 자회사인 지역 항공사로 수도 방콕의 수완나품 국제공항을 허브공항으로 두고있었으나 2023년 모기업인 타이 항공과 재합병을 하였다.

## 운항 노선
- 네팔
  - 카트만두 - 트리부반 국제공항
- 라오스
  - 비엔티안 - 왓따이 국제공항
  - 루앙프라방 - 루앙프라방 국제공항
- 마카오
  - 마카오 - 마카오 국제공항
- 말레이시아
  - 쿠알라룸푸르 - 쿠알라룸푸르 국제공항
  - 코타키나발루 - 코타키나발루 국제공항
  - 페낭 - 페낭 국제공항
- 미얀마
  - 만달레이 - 만달레이 국제공항
  - 양곤 - 양곤 국제공항
- 방글라데시
  - 치타공 - 샤아마나트 국제공항
- 스리랑카
  - 콜롬보 - 반다라나이케 국제공항
- 싱가포르
  - 싱가포르 - 싱가포르 창이 국제공항
- 인도
  - 델리 - 인디라 간디 국제공항
  - 가야 - 가야 공항
  - 러크나우 - 쇼더리 챠란 싱 국제공항
  - 뭄바이 - 차트라파티 시바지 마하라지 국제공항
  - 바라나시 - 랄 바하두르 샤스트리 공항
  - 아마다바드 - 사르다르 발라브바이 파텔 국제공항
  - 자이푸르 - 자이푸르 국제공항
  - 콜카타 - 네타지 수바스 찬드라 보스 국제공항
- 인도네시아
  - 자카르타 - 수카르노 하타 국제공항
- 중화민국
  - 타이베이 - 타이완 타오위안 국제공항
  - 가오슝 - 가오슝 국제공항
- 중화인민공화국
  - 샤먼 - 샤먼 가오치 국제공항
  - 정저우 - 정저우 신정 국제공항
  - 창사 - 창사 황화 국제공항
  - 충칭 - 충칭 장베이 국제공항
  - 쿤밍 - 쿤밍 창슈이 국제공항
- 캄보디아
  - 프놈펜 - 프놈펜 국제공항
  - 씨엠립
    - 씨엠립 국제공항
    - 씨엠립 앙코르 국제공항
- 홍콩
  - 홍콩 - 홍콩 국제공항

- 태국
  - 방콕
    - 돈므앙 국제공항
    - 수완나품 국제공항 허브

  - 꼰깬 - 꼰깬 공항
  - 끄라비 - 끄라비 국제공항
  - 나라티왓 - 나라티왓 공항
  - 나콘시탐마랏 - 나콘시탐마랏 공항
  - 수랏타니 - 수랏타니 국제공항
  - 우본랏차타니 - 우본랏차타니 공항
  - 우돈타니 - 우돈타니 공항
  - 치앙라이 - 치앙라이 국제공항
  - 치앙마이 - 치앙마이 국제공항
  - 푸껫 - 푸껫 국제공항
  - 핫야이 - 핫야이 국제공항

## 보유 기종
- 2023년 12월 31일 운영 종료일을 기준으로 다음과 같이 보유하고 있다.

## 같이 보기
- 타이 항공